# Torneo Adecuación 2023 (Potosí)
El Torneo Adecuación de la Primera "A" 2023 (AFP) fue la 34.ª edición del principal torneo de la Asociación de Fútbol Potosí. Esta temporada contó con la participación de 3 equipos.

## Formato

### Clubes participantes
El torneo cuenta tres clubes habilitados: Real Potosí, Rosario Central y Stormers San Lorenzo.
Mientras que los siete equipos del torneo anterior no cumplieron con el plazo de inscripción, y en algunos casos no cumplían con el requisito de la personería jurídica. De esta manera los clubes Interfi, JU.VA, Deportivo Cervecería, Ferrocarril Palmeiras, Highland Players, Real Cotagaita y Wilstermann Cooperativas no participarán del torneo.

### Sistema de competición
Los 3 equipos se enfrentarán a partidos de ida y vuelta, bajo el sistema de todos contra todos.
El club que resulte campeón, además del 2.° y 3.° lugar clasificarán a la Copa Simón Bolívar 2023.

## Participantes

### Información de los equipos
| Equipo               | Entrenador        | Ciudad    | Estadio        | Capacidad |
| -------------------- | ----------------- | --------- | -------------- | --------- |
| Real Potosí          | Fabio Espada      | Potosí    | Estadio Potosí | 7.000     |
| Rosario Central      | Richard Blanco    | Llallagua | Estadio Potosí | 7.000     |
| Stormers San Lorenzo | Cleibson Ferreira | Llallagua | Estadio Potosí | 7.000     |

## Clasificación
| Pos. | Equipo                   | Pts. | PJ | G | E | P | GF | GC | Dif. |  |
| ---- | ------------------------ | ---- | -- | - | - | - | -- | -- | ---- |  |
| 1    | Stormers San Lorenzo (C) | 14   | 4  | 2 | 1 | 1 | 6  | 5  | +1   |  |
| 2    | Real Potosí              | 5    | 4  | 1 | 2 | 1 | 5  | 5  | 0    |  |
| 3    | Rosario Central          | 3    | 4  | 0 | 3 | 1 | 4  | 5  | −1   |  |

 Fuente: paraelfutbol
     Campeón. Clasifica a la Copa Simón Bolívar 2023.
     Clasifican a la Copa Simón Bolívar 2023.
| Sanciones |
| --- |
| - Bonificación de 7 puntos para Stormers San Lorenzo, restituidos del anterior torneo, por el Tribunal Superior de Apelación de la FBF |

## Resultados
| Resultados | Resultados | Resultados           | Resultados     | Resultados  |       |
| --- | ---------- | -------------------- | -------------- | ----------- | ----- |
| \| Local \| Resultado \| Visitante \| Estadio \| Fecha \| Hora \| \| -------------------- \| --------- \| -------------------- \| -------------- \| ----------- \| ----- \| \| Real Potosí \| 1 - 1 \| Rosario Central \| Estadio Potosí \| 26 de marzo \| 15:00 \| \| Stormers San Lorenzo \| 3 - 0 \| Real Potosí \| Estadio Potosí \| 2 de abril \| 15:00 \| \| Rosario Central \| 1 - 2 \| Stormers San Lorenzo \| Estadio Potosí \| 6 de abril \| 15:00 \| \| Rosario Central \| 1 - 1 \| Real Potosí \| Estadio Potosí \| 9 de abril \| 15:00 \| \| Real Potosí \| 3 - 0 \| Stormers San Lorenzo \| Estadio Potosí \| 12 de abril \| 15:00 \| \| Stormers San Lorenzo \| 1 - 1 \| Rosario Central \| Estadio Potosí \| 14 de abril \| 15:00 \| |            |                      |                |             |       |
| Local | Resultado  | Visitante            | Estadio        | Fecha       | Hora  |
| Real Potosí | 1 - 1      | Rosario Central      | Estadio Potosí | 26 de marzo | 15:00 |
| Stormers San Lorenzo | 3 - 0      | Real Potosí          | Estadio Potosí | 2 de abril  | 15:00 |
| Rosario Central | 1 - 2      | Stormers San Lorenzo | Estadio Potosí | 6 de abril  | 15:00 |
| Rosario Central | 1 - 1      | Real Potosí          | Estadio Potosí | 9 de abril  | 15:00 |
| Real Potosí | 3 - 0      | Stormers San Lorenzo | Estadio Potosí | 12 de abril | 15:00 |
| Stormers San Lorenzo | 1 - 1      | Rosario Central      | Estadio Potosí | 14 de abril | 15:00 |

## Clasificados a la Copa Simón Bolívar
|                                           |
| Stormers San Lorenzo Campeón (5.° título) |

|                        |                              |
| Real Potosí Subcampeón | Rosario Central Tercer lugar |

## Estadísticas

### Goleadores
| Jugador            | Equipo               | Goles |
| ------------------ | -------------------- | ----- |
| Fernando Sosa      | Stormers San Lorenzo | 5     |
| Bryan Apinaye      | Real Potosí          | 3     |
| Ronald Puma        | Rosario Central      | 1     |
| Juan González      | Rosario Central      | 1     |
| Luis Cruz          | Real Potosí          | 1     |
| Andrés Cortabarria | Real Potosí          | 1     |
| Juan Filipezuk     | Stormers San Lorenzo | 1     |
| Michael Méndez     | Rosario Central      | 1     |

### Autogoles
| Jugador        | Equipo      | Favorecido      | Anotado | Fecha |
| -------------- | ----------- | --------------- | ------- | ----- |
| Edgar Olivares | Real Potosí | Rosario Central | 1       | 4°    |

### Tripletes o más
| Fecha      | Jugador       | Goles       | Local                | Resultado | Visita      | Jornada   |
| ---------- | ------------- | ----------- | -------------------- | --------- | ----------- | --------- |
| 2 de abril | Fernando Sosa | 20' 30' 68' | Stormers San Lorenzo | 3 - 0     | Real Potosí | Jornada 2 |

### Mejor entrenador
Cleibson Ferreira Stormers San Lorenzo